# 4180-as busz
A 4180-as jelzésű regionális autóbuszvonal Ózd, Arló és Borsodnádasd között húzódik, amelyet a MÁV Személyszállítási Zrt. üzemeltet.

## Útvonala
Az autóbuszvonal Borsod-Abaúj-Zemplén vármegye 2. legnagyobb városát, az Ózdi járás központját, Ózdot köti össze a tőle 15 kilométerre fekvő kisvárossal, Borsodnádasddal. A járatok útjuk során a 25-ös főúton tartózkodnak és keresztülhaladnak Arló és Járdánháza településeken. Borsodnádasdon belül a 2025. június 21-én esedékes menetrendi változások értelmében több járat kitérést tesz a bányatelepi Engels Frigyes utcába. A központon belül a balatoni bekötőútig a főúton haladnak, majd leágaznak és egészen a Petőfi térig ingáznak ellentétben a városban megforduló távolsági autóbuszjáratokkal.

## Közlekedése
Indításai a hét minden napján történnek, Ózd és Borsodnádasd fő kapcsolatát az autóbuszvonal biztosítja. A legtöbb járata minden megállóhelyen megáll, ezen felül gyorsított jelleggel közlekednek még az 1031-es, 1034-es, 1051-es, 1384-es, 3770-es országos és regionális buszvonalak járművei, Arlóig a 4185-ös, valamint Borsodnádasdon belül a 3404-es és 3409-es jelzésű autóbuszok.
Tanítási napokon reggelente többletjárat indul Járdánházára, melyet tovább fokoz a hétköznap három; hétvégente egy alkalommal induló 3770-es járat, ami Miskolcig nyújt közvetlen kapcsolatot a hajnali és reggeli órákban.
| Viszonylat                                           | Indításszám       | Közlekedési rend          |
| ---------------------------------------------------- | ----------------- | ------------------------- |
| Ózd, aut. áll. – Borsodnádasd, Petőfi tér aut. ford. | 17 oda, 15 vissza | tanítási napokon          |
| Ózd, aut. áll. – Borsodnádasd, Petőfi tér aut. ford. | 16 oda, 14 vissza | tanszünetben munkanapokon |
| Ózd, aut. áll. – Borsodnádasd, Petőfi tér aut. ford. | 13 oda, 12 vissza | szabadnapokon             |
| Ózd, aut. áll. – Borsodnádasd, Petőfi tér aut. ford. | 10 oda, 9 vissza  | munkaszüneti napokon      |
| Járdánháza, aut. vt. ➝ Ózd, aut. áll.                | 1 oda             | tanítási napokon          |

### Csatlakozást biztosít
- Ózd, autóbusz-állomáson – Miskolc felé/felől autóbuszra (1369, 1384, 3770).

### Járművek
Az autóbuszvonalon egyaránt megjelennek a szóló és csuklós járművek. Míg szólók között a Credo régebbi (EC 12 > FLR-988) és újabb (Inovell 12 > AA DS-277) busztól kezdve az ARC típusú járművökön át Irisbus is feltűnik, addig csuklós viszonylatban az MAN Lion’s City 18 méteres csuklós fajtái (SRD-344 / 346) képviseltetik maguk.

## Megállóhelyei
| 0                                                                     | Ózd, autóbusz-állomás végállomás                     | 0.0 km  | 1, 2, 2A, 3, 4, 6, 7, 8, 12, 20A, 21, 23, 26, 46, 47, 68, 74, 76, 78 1031, 1034, 1051, 1369, 1384, 1411 3410, 3770, 3773, 4101, 4102, 4104, 4140, 4145, 4147, 4148, 4150, 4151, 4153, 4155, 4157, 4158, 4160, 4161, 4185, 4186 |
| 1                                                                     | Ózd, Városháztér                                     | 0.9 km  | 2, 2A, 6, 12, 20, 20A, 21, 23, 26, 46, 63, 68, 76 1369, 1384 3770, 4102, 4185, 4186 |
| 2                                                                     | Ózd, bolyki elágazás                                 | 1.5 km  | 2, 2A, 6, 12, 20, 20A, 21, 23, 26, 46, 63, 68, 76 1031, 1034, 1051, 1369, 1384 3770, 4102, 4185, 4186 |
| 3                                                                     | Ózd, Béke szálló                                     | 2.0 km  | 6, 26, 46, 63, 68, 76 3770, 4185 |
| 4                                                                     | Ózd (Hódoscsépány), élelmiszerbolt                   | 3.0 km  | 6, 26, 46, 63, 68, 76 1031, 1034, 1051, 1384 3770, 4185 |
| 5                                                                     | Ózd, somsályi elágazás                               | 3.9 km  | 6, 26, 46, 63, 68, 76 1031, 1034, 1051 3770, 4185 |
| 6                                                                     | Arló, Ady Endre utca 51.                             | 5.8 km  | 3770, 4185 |
| 7                                                                     | Arló, Arlói-tó bejárati út                           | 6.9 km  | 1031, 1034, 1051, 1384 3770, 4185 |
| 8                                                                     | Arló, ABC áruház                                     | 7.3 km  | 3770 |
| 9                                                                     | Arló, Ady Endre utca 251.                            | 8.0 km  | 3770 |
| 10                                                                    | Járdánháza, gyepes                                   | 8.6 km  | 1384 3770 |
| 11                                                                    | Járdánháza, temető                                   | 9.6 km  | 1031, 1034, 1051 3770 |
| 12                                                                    | Járdánháza, autóbusz-váróterem vonalközi végállomás  | 10.3 km | 1384 3770 |
| 13                                                                    | Járdánháza, Akácos utca                              | 10.7 km | |
| ∫                                                                     | Borsodnádasd, Mocsolyástelep bejárati út (↑)         | ∫       | 1384 3770 |
| Tanítási napokon 4; tanszünetben munkanapokon 2 járat által érintett. |                                                      |         | |
| ∫                                                                     | Borsodnádasd, Engels Frigyes utca autóbusz-forduló   | ∫       | |
| ∫                                                                     | Borsodnádasd, Engels Frigyes utca 36. (↓)            | ∫       | |
| 14                                                                    | Borsodnádasd, Mocsolyástelep bejárati út (↓)         | 12.3 km | 1384 3770 |
| 15                                                                    | Borsodnádasd, támfal                                 | 13.1 km | 3770 |
| 16                                                                    | Borsodnádasd, művelődési otthon                      | 13.6 km | 3404, 3409, 3770 |
| 17                                                                    | Borsodnádasd, Zsóberke                               | 14.1 km | 3404, 3409, 3770 |
| 18                                                                    | Borsodnádasd, Faragótelep                            | 14.5 km | 3404, 3409, 3770 |
| 19                                                                    | Borsodnádasd, gyógyszertár                           | 15.5 km | 3404, 3409, 3770 |
| 20                                                                    | Borsodnádasd, Petőfi tér autóbusz-forduló végállomás | 16.1 km | 3404, 3409, 3770 |